# L'immagine riflessa
L'immagine riflessa è una rivista scientifica italiana classificata in fascia A dall'Anvur, fondata nel 1977 e pubblicata per molti anni dall'editore Tilgher-Genova, programmaticamente sottotitolata rivista quadrimestrale di sociologia dei testi dal gruppo originario dei suoi redattori, docenti di italianistica, filologia romanza e letterature straniere all'università di Genova: Nicolò Pasero, Luigi Surdich, Enrico Fenzi, Gian Carlo Belletti, Margherita Lecco, Pier Luigi Crovetto, Antonio Tabucchi, Franco Vazzoler, Giorgio Sichel, Roberto De Pol, Donata Ortolani, Giuseppe Sertoli.
All'inizio degli anni novanta del XX secolo inaugurò la seconda serie e mutò casa editrice (Edizioni dell'Orso di Alessandria), comitato direttivo e scientifico e periodicità (da quadrimestrale diventando  semestrale) e ampliò e aggiornò la linea metodologica espressa nel sottotitolo: Testi, società, culture.
Del nucleo dei fondatori rimasero Pasero, Belletti e Lecco, a cui si aggiunsero Rita Caprini, Andrea Calzolari, Diego Lanza, Giovanni Bottiroli, Gian Paolo Caprettini, Sonia Maura Barillari, Massimo Bonafin, alcuni dei quali avevano già partecipato negli anni ottanta alla vita della prima serie della rivista.
Negli ultimi anni del XX secolo e all'inizio del XXI si sono aggiunti alla direzione Alvaro Barbieri, Massimo Stella, Marco Aime, Martina Di Febo, Niccolò Scaffai, Andrea Torre e, in redazione, Andrea Ghidoni e Sandra Gorla; al comitato scientifico internazionale partecipano Peter V. Zima, Richard Trachsler, Remo Ceserani, Mario Mancini, Claude Calame, Giulia Sissa, Tomas Albaladejo, Simon Gaunt, Mario Lavagetto, Adone Brandalise, Francesc Massip, Pilar Lorenzo Gradin.
Pubblica alternativamente numeri monografici e numeri miscellanei, in cui è prevalente l'ospitalità a contributi (anche in lingua inglese e francese) che si collocano nella linea di un approccio interdisciplinare, filologico, antropologico, sociologico e culturale alla letteratura, in tutta la sua ampiezza, antica, medievale e moderna e senza distinzioni geografiche.